# As-Sab Bijar
As-Sab Bijar (arab. السبع بيار) – miejscowość w Syrii w muhafazie Damaszek. W 2004 roku liczyła 395 mieszkańców.